# Visconde de Rio Tinto
Visconde de Rio Tinto é um título nobiliárquico criado por D. Luís I de Portugal, por Decreto de data desconhecida, em favor de Domingos Loureiro da Cruz.
Titulares
1. Domingos Loureiro da Cruz, 1.º Visconde de Rio Tinto.